# Haltere la Jocurile Olimpice de vară din 2020 - feminin 76 kg
Proba de haltere categoria 76 de kg feminin de la Jocurile Olimpice de vară din 2020 de la Tokyo a avut loc la data de 1 august 2021, la Tokyo International Forum.

## Program
Orele sunt ora Japoniei (UTC+9) 
| Data                    | Timp  | Etapă   |
| ----------------------- | ----- | ------- |
| Duminică, 1 august 2021 | 13:50 | Grupa B |
| Duminică, 1 august 2021 | 19:50 | Grupa A |

## Rezultate
| Loc | Sportivă               | Țară                       | Grupă | Greutate | Smuls (kg) | Smuls (kg) | Smuls (kg) | Smuls (kg) | Aruncat (kg) | Aruncat (kg) | Aruncat (kg) | Aruncat (kg) | Total |
| Loc | Sportivă               | Țară                       | Grupă | Greutate | 1          | 2          | 3          | Rezultat   | 1            | 2            | 3            | Rezultat     | Total |
| --- | ---------------------- | -------------------------- | ----- | -------- | ---------- | ---------- | ---------- | ---------- | ------------ | ------------ | ------------ | ------------ | ----- |
| 1   | Neisi Dajomes          | Ecuador                    | A     |          | 111        | 115        | 118        | 118        | 135          | 140          | 145          | 145          | 263   |
| 2   | Katherine Nye          | Statele Unite ale Americii | A     |          | 107        | 111        | 114        | 111        | 133          | 138          | 148          | 138          | 249   |
| 3   | Aremi Fuentes          | Mexic                      | A     |          | 105        | 108        | 110        | 108        | 135          | 137          | 139          | 137          | 245   |
| 4   | Patricia Strenius      | Suedia                     | A     |          | 102        | 102        | 102        | 102        | 130          | 133          | 138          | 133          | 235   |
| 5   | Darya Naumava          | Belarus                    | A     |          | 103        | 107        | 107        | 103        | 125          | 131          | 133          | 131          | 234   |
| 6   | Kumushkhon Fayzullaeva | Uzbekistan                 | A     |          | 97         | 101        | 101        | 101        | 122          | 126          | 130          | 126          | 227   |
| 7   | Emily Muskett          | Marea Britanie             | B     |          | 92         | 95         | 98         | 98         | 117          | 123          | 124          | 124          | 222   |
| 8   | Kristel Ngarlem        | Canada                     | B     |          | 92         | 95         | 97         | 95         | 123          | 126          | 126          | 123          | 218   |
| 9   | Mahassen Fattouh       | Liban                      | B     |          | 88         | 93         | 97         | 93         | 112          | 118          | 124          | 124          | 217   |
| 10  | Nancy Genzel Abouke    | Nauru                      | B     |          | 88         | 88         | 90         | 90         | 108          | 113          | 117          | 113          | 203   |
| 11  | Jeanne Gaëlle Eyenga   | Camerun                    | B     |          | 86         | 91         | 96         | 91         | 111          | 116          | 118          | 111          | 202   |
| –   | Iryna Dekha            | Ucraina                    | A     |          | 110        | 113        | 113        | 113        | 131          | 131          | 131          | –            | –     |
| –   | Kim Su-hyeon           | Coreea de Sud              | A     |          | 106        | 109        | 110        | 106        | 138          | 140          | 140          | –            | –     |